# Huxley (jeu vidéo)
Huxley est un jeu vidéo de tir à la première personne en ligne massivement multijoueur développé par Webzen.
Il est passé en bêta ouverte le 3 mai 2010. Les serveurs ont fermés le 30 décembre 2010.